# Archive (película)
Archive es una película británica de ciencia ficción escrita y dirigida por Gavin Rothery, en su debut como director.
La película estaba originalmente programada para estrenarse en South by Southwest en marzo de 2020, pero fue cancelada debido a la pandemia de COVID-19. En su lugar, recibió un lanzamiento digital con proyecciones limitadas en salas de los Estados Unidos el 10 de julio de 2020.

## Reparto
- Theo James como George Almore.
- Stacy Martin como Jules Almore/J3, la esposa de George.
- Rhona Mitra como Simone, VP de Desarrollo Interno en Artisan Robotics.
- Peter Ferdinando como el Sr. Tagg
- Richard Glover como Melvin, un asociado de Vincent Sinclair.
- Hans Peterson como Elson.
- Lia Williams como el sistema de voz de la casa de George.
- Toby Jones como Vincent Sinclair, un ejecutivo de la compañía de archivos.

## Sinopsis
2049. George Almore es un ingeniero robótico que está a punto de lograr lo que tantos años lleva persiguiendo. El prototipo de androide que está terminando es prácticamente humano, pero todo su trabajo esconde un oscuro propósito.

## Producción

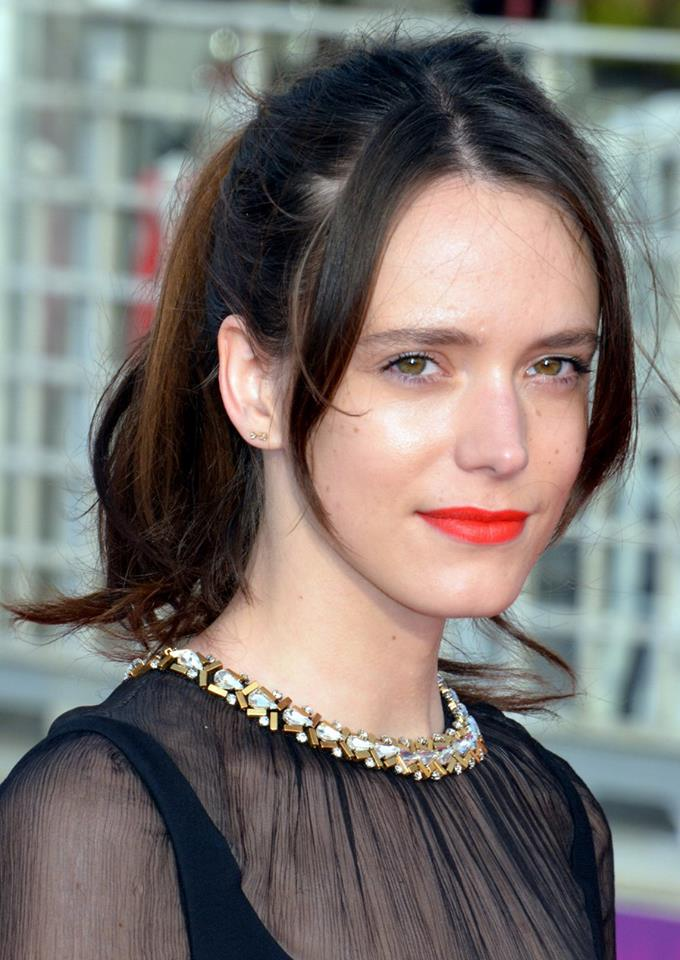
Stacy Martin, actriz en Archive.

El 14 de mayo de 2017, se anunció que el artista gráfico Gavin Rothery, que había trabajado con Duncan Jones en su primer largometraje, Moon, escribiría y dirigiría Archive con Theo James como protagonista.
La fotografía principal comenzó en Hungría a finales de octubre de 2018 y terminó en febrero de 2019. Laurie Rose se desempeñó como directora de fotografía.

## Lanzamiento
La película se estrenó el 10 de julio de 2020 en plataformas de transmisión digital por parte de Vertical Entertainment después de que fuera retirada de South by Southwest en marzo de 2020. También hubo proyecciones de forma limitada en varios cines de Estados Unidos.

### Crítica
En el sitio web de reseñas Rotten Tomatoes, Archive tiene un índice de aprobación del 71% basado en 21 reseñas, con una calificación promedio de 6,78/10. En Metacritic, la película tiene un promedio de puntuación de 67 sobre 100, basado en seis críticas, lo que indica "críticas generalmente favorables".